# الطلسم (رواية)
الطلسم (بالإنجليزية: The Talisman)‏ رواية كتبها السير والتر سكوت عام 1835، هي الرواية الوحيدة التي كتبها المؤلف حول الحروب الصليبية، ولأن الكاتب اعتاد أن يكون أبطاله دائماً من النبلاء المتخاصمين فيما بينهم، مثلما حدث بالنسبة لفرسان المائدة المستديرة. فانه حول الحرب بين الصليبيين والمسلمين إلى مواجهة بين نبلاء، خاصة بين الملك ريتشارد قلب الأسد، وصلاح الدين الأيوبي، حيث فقد كل من الاثنين الشعور بالعداء الذي يود فيه كل منهما تدمير الآخر، ولكنه يسعى للانتصار على منافسه، خاصة صلاح الدين الأيوبي الذي تسلل ليلاً وسط الجيوش الصليبية وهو يحمل معه الدواء اللازم لعلاج خصمه.
يقول النقاد ان والتر سكوت هو أحد أدباء الغرب الذين نظروا إلى صلاح الدين كبطل عربي مسلم يتسم بالنبل والشجاعة. يعيش في بلاد قامت بتصدير الحكمة والقوة، والرخاء والشجاعة إلى العالم. ولم يتكلم المؤلف عن الحرب الدائرة بين الصليبيين، والمسلمين، ولكن عن الصراع الذي تحول إلى صداقة بين قائدين متحاربين. ويصور الكاتب البطل المسلم كعالم مثقف، وليس فقط كقائد منتصر شجاع، ومحارب، فقد تمكن من تشخيص المرض العضال الذي كاد أن يودي بحياة ريتشارد قلب الأسد، ومنحه العلاج الشافي، وقبل أن يغادر صلاح الدين معسكر الصليبيين، يقدم إلى الفارس الإسكتلندي الشهير سير كينيث التعويذة أو الطلسم الشافي الذي يمكن أن يبرئ المريض، لو عاوده المرض، ومن هنا جاء اسم الرواية «الطلسم». الجدير بالذكر أن هذه الرواية تحولت إلى فيلم سينمائي مليء بالنبل، عام 1953 تحت اسم «صلاح الدين والصليبيين».
وفي عام 1830 أصيب والتر سكوت بمبادئ الشلل، ولم يستطع أطبائه وأصحابه أن يحملوه على الاعتكاف والاستجمام والتماس الراحة، فظل يعمل حتى أتم الروايتين اللتين كان على وشك إتمامها. غير أنه حين ضعفت قواه واعتقد انه سدد كل ديونه التي كان مدينا بها وأصبح حراً طليقاً، استكان إلى مشورة أصدقائه، ولجأ إلى الراحة، ولما عرف ذلك عنه وضعت الحكومة البريطانية سفينة تحت أمره وانطلقت به تجوب البحر الأبيض المتوسط وزار خلالها كثيراً من الأماكن الشهيرة وقضى في ذلك عاماً قبل وفاته التي كانت عام 1832.

## روابط خارجية
- نسخة مترجمة لرواية الطلسم من قبل مؤسسة هنداوي للتعليم والثقافة
- الطلسم على موقع الموسوعة البريطانية (الإنجليزية)